# Flughafen Roswell

i8
i11
i13
Der Roswell International Air Center (IATA-Code: ROW, ICAO-Code: KROW) ist ein öffentlicher Flughafen auf 1199 m Seehöhe, 8 km südlich von Roswell, Chaves County, New Mexico in den Vereinigten Staaten. Die Fläche des Flughafens beträgt 2035 ha. Er hat eine Asphalt/Betonpiste mit 3963 m Länge und 46 m Breite, 3048 m Länge und 30 m Breite.

## Geschichte
Continental Airlines bot ab dem 14. Mai 1940 Roswells ersten kommerziellen Flugdienst an und flog eine Strecke von Denver nach El Paso mit Stopps in Colorado Springs, Pueblo, Las Vegas, Santa Fe, Albuquerque, Roswell, Hobbs und Carlsbad. Das verwendete Flugzeug war ein Lockheed Modell 10 Electra. Bis 1944 rüstete Continental auf Lockheed Model 18 Lodestars auf, bald gefolgt von Douglas DC-3. Die Route der Flüge wurde in Hobbs geändert, um nach San Antonio, TX, weiterzufahren und in Midland/Odissa, Big Spring und San Angelo anzuhalten.
Der Flughafen war während des Zweiten Weltkriegs das Roswell Army Airfield und während des Kalten Krieges die Walker Air Force Base. Die B-29, die 1945 die Atombomben auf Hiroshima und Nagasaki abwarfen – die Enola Gay und die Great Artiste – stammten von dieser Basis. Als sie geschlossen wurde, war es die größte Basis des United States Air Force Strategic Air Command. Die Basis wurde 1947 durch den Roswell-UFO-Zwischenfall bekannt.
Im Jahr 1948 nahm Pioneer Airlines den Dienst mit DC-3 auf einer Strecke von Amarillo nach El Paso mit Zwischenstopps in Clovis, Roswell und Las Cruces auf. Pioneers Dienst an Roswell war nur von kurzer Dauer und endete 1951. Pioneer hatte andere Strecken in ganz Texas und wurde 1955 mit Continental verschmolzen, was es Continental ermöglichte, Direktflüge von Roswell nach Dallas über mehrere Zwischenstopps aufzunehmen, wobei immer noch DC-3 verwendet wurden.
Bis Ende 1963 hatte sich Continental zu einer großen Fluggesellschaft entwickelt und den gesamten Roswell-Dienst an Trans-Texas Airways (TTa) übertragen. TTa rüstete bald seine DC-3-Flüge mit 40-sitzigen Convair 240-Flugzeugen und später auf Convair 600-Turboprops auf.
Im Jahr 1966 kündigte die Air Force an, dass Walker AFB schließen würde. Dies geschah Im Zuge von Stützpunktschließungen und -konsolidierungen, als das Verteidigungsministerium darum kämpfte, die Kosten des Vietnamkriegs innerhalb der vom Kongress festgelegten Haushaltsgrenzen zu halten.

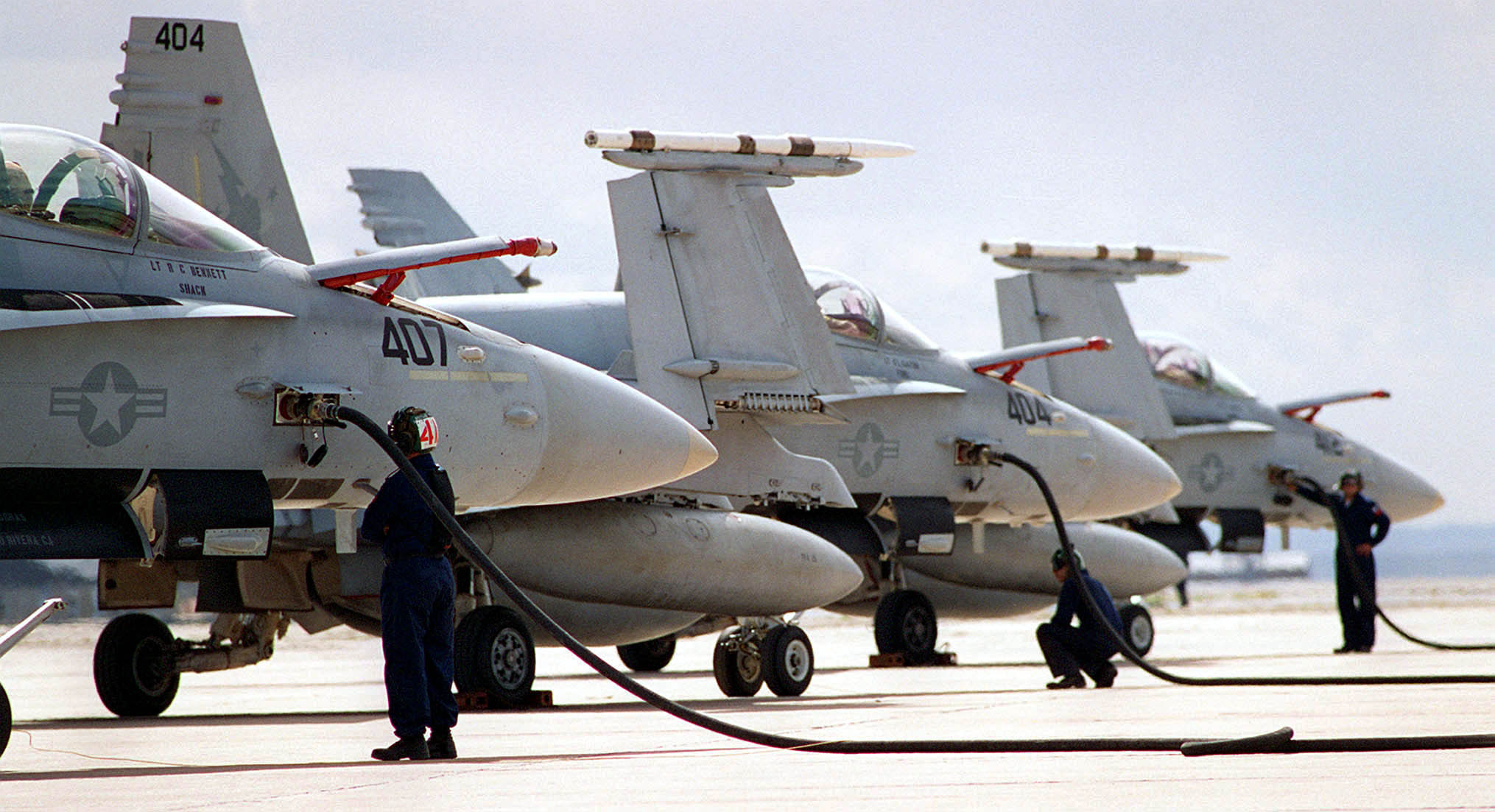
Drei McDonnell Douglas F/A-18 Hornet werden im Roswell Industrial Air Center betankt.

 Nach der Schließung der Walker Air Force Base am 30. Juni 1967 entstand das Roswell Industrial Air Center. und Trans-Texas Airways führte einige seiner Flüge von Roswell mit Douglas DC-9-Jets aus. Alle kommerziellen Dienste wurden vom städtischen Flughafen von Roswell in der nordwestlichen Ecke der Stadt geflogen, bis 1968 alle Dienste auf den aktuellen Flughafen, den ehemaligen Walker AFB, mit viel längeren Start- und Landebahnen verlegt wurden.
Bis zum 28. April 1968 führte TTa Douglas DC-9-10-Jets mit 75 Sitzen auf einer Strecke von Santa Fe – Albuquerque – Roswell – Abilene – Dallas – Houston ein, die Roswells erster Jet-Service war. Anfang 1970 wurde die Flugroute der DC-9 auf Los Angeles (LAX) – Albuquerque – Roswell – Midland/Odissa – Dallas – Houston bietet Roswell auf ein One-Stop-Jet-Service nach Dallas und Los Angeles geändert. TTa wurde 1969 in Texas International Airlines (TI) umbenannt und bediente Roswell weiterhin mit Douglas DC-9 und Convair 600, letztere Amarillo, Lubbock und El Paso. Der Passagierverkehr in Roswell hatte mit den DC-9-Jets und einem neuen und viel größeren Terminalgebäude, das 1975 eröffnet wurde, dramatisch zugenommen. In den späten 1970er Jahren begann TI mit der Ausmusterung der Convair 600-Turboprops, und im Frühjahr 1979 gab es von der Fluggesellschaft nur noch eine Verbindung von Roswell nach Albuquerque, und weiter nach Dallas/Ft. Worth und Houston, mit einer McDonnell Douglas DC-9-30 mit 100 Sitzen. Am 1. Oktober 1979 stellte Texas International den Flughafenbetrieb ein.
Alle Dienste waren nun auf Zubringerfluggesellschaften übertragen worden, die viel kleinere Flugzeuge betrieben und nur bis Albuquerque, El Paso, Amarillo, Lubbock und Midland/Odissa verkehrten, mussten die Passagiere auf eine andere Fluggesellschaft umsteigen, um zu einem größeren Drehkreuz zu reisen. In den 1960er und 1970er Jahren sah Roswell auch einen zusätzlichen Regionalverkehr von einigen anderen Zubringern: Bison Airlines (1963/1964), Trans Central Airlines (1970) und die „einheimische“ Roswell Airlines (1975–1978).
Air Midwest wurde als primärer Ersatz für TI im gesamten Südosten von New Mexico bestimmt. Der Dienst nach Roswell begann am 1. März 1979 mit 17-sitzigen Fairchild Swearingen Metroliners nach Albuquerque, Lubbock und später nach Midland/Odessa, wo die Passagiere jetzt umsteigen mussten, um zu Drehkreuzen wie Dallas/Ft. Worth (DFW) zu kommen.
Zunächst konkurrierte Air Midwest mit Zia Airlines, die mit Handley Page Jetstream-Flugzeugen flog, und Crown Airlines, die mit Piper Navajos nach Albuquerque flogen. Crown bot bis zu dreizehn Hin- und Rückflüge pro Tag an. Beide Fluggesellschaften wurden 1980 geschlossen. Es gab auch eine vierte Fluggesellschaft, Permian Airways, die mit Piper Navajos nach Amarillo und El Paso flog, aber auch sie stellte den Dienst 1980 ein. Air Midwest war damals die einzige Fluggesellschaft in Roswell geworden und der Passagierverkehr ging zurück. Ein weiterer kleiner Zubringer, Airways of New Mexico, bediente El Paso 1983 und 1984 kurzzeitig. Anfang 1984 begann Mesa Airlines, Roswell von Albuquerque und Lubbock aus mit 14-sitzigen Beechcraft 99 im Wettbewerb mit Air Midwest zu bedienen, und der Passagierverkehr verdoppelte sich fast Jahr. Bis 1985 führten die beiden Fluggesellschaften zusammen täglich bis zu elf Nonstop-Hin- und Rückflüge nach Albuquerque durch. Mesas Flüge nach Osten, nach Lubbock, wurden später auf Midland/Odissa verlegt und bald danach beendet.
Air Midwest beendete seinen Roswell-Dienst Anfang 1986, und Trans-Colorado Airlines nahm sofort Flüge nach Albuquerque mit Swearingen Metros auf. Im April 1987 wurde Trans-Colorado ein Continental Express Feeder Carrier für Continental Airlines. Flüge wurden dann über Carlsbad nach El Paso hinzugefügt. Zu diesem Zeitpunkt fügte Mesa weitere Flüge nach Albuquerque hinzu, wodurch die Route 20 tägliche Abflüge pro Strecke erhielt. Trans-Colorado beendete Ende Juli 1987 alle Dienste und ließ Mesa als einzige Fluggesellschaft zurück, die Roswell bediente. Im Herbst 1987 fügte Mesa zwei tägliche Nonstop-Flüge zu DFW hinzu, die mit 13-sitzigen Beechcraft 1300 durchgeführt und später auf 19-sitzige Beechcraft 1900D umgerüstet wurden. Alle Flüge nach Albuquerque wurden bald auch mit Beechcraft 1900D aufgerüstet.
Im Jahr 1995 stellte Mesa seine DFW-Flüge ein. Später in diesem Jahr kam Lone Star Airlines mit zwei Flügen nach DFW auf Swearingen Metros nach Roswell. Einmal im November 1995 betrieb Lone Star eine Dornier 328 mit 32 Sitzen. Mesa kehrte 1997 auf den Roswell-DFW-Markt zurück, und zwischen Mesa und Lone Star wurden insgesamt sechs tägliche Nonstop-Flüge nach DFW durchgeführt. Lone Star änderte später ihren Namen in Aspen Mountain Air, beendete jedoch 1998 ihren Roswell-Dienst. Big Sky Airlines kam im Jahr 2000/2001 kurzzeitig nach Roswell. Betrieb einer täglichen Hin- und Rückfahrt auf der Strecke DFW – Hobbs – Carlsbad – Roswell – Denver, wodurch Roswell seinen ersten Nonstop-Service nach Denver erhielt. Diese Fluggesellschaft benutzte auch Swearingen Metros.
Nach den Ereignissen vom 11. September 2001 stellte Mesa seine DFW-Flüge erneut ein und reduzierte die Flüge nach Albuquerque in den nächsten Jahren, da der Passagierverkehr stark zurückging. Die Stadt begann, sich aggressiv um den Service mit großen Fluggesellschaften zu bemühen, um Nonstop-Regionaljetflüge zu einem wichtigen Drehkreuz anzubieten, was für viele Städte von der Größe von Roswell im ganzen Land üblich geworden war. American Eagle, die Feeder-Fluggesellschaft von American Airlines, reagierte und nahm am 5. September 2007 den Dienst mit zwei täglichen Nonstop-Flügen nach Dallas/Ft. Worth mit Embraer 145 mit 50 Sitzen auf. Der Service lief so gut, dass nur wenige Monate später ein dritter Flug hinzukam. Mesa Airlines, die nur noch zwei Flüge pro Tag nach Albuquerque hatte, stellte am letzten Tag des Jahres 2007 ihren gesamten Roswell-Dienst ein. Auf Wunsch der Stadtbeamten von Roswell startete American Eagle im August 2009 einen Nonstop-Flug in westlicher Richtung nach Los Angeles, aber dieser Flug wurde nicht rentabel und endete nach einem Jahr.
Am 14. Oktober 2012 nutzte Felix Baumgartner genutzt, bei seinem rekordverdächtigen Freifallsprung aus der Stratosphäre.
Die Fluggesellschaft startete im März 2016 einen weiteren Flug in westlicher Richtung nach Phoenix, nachdem American Airlines ihre Fusion mit US Airways abgeschlossen und den Drehkreuzbetrieb der letzteren Fluggesellschaft in Phoenix übernommen hatte. Der Dienst wird durch eine zweijährige Einnahmegarantie mit Zuschüssen des föderalen Small Community Air Service Development Program, der Städte Roswell, Phoenix, Artesia, Carlsbad und Ruidoso sowie Chaves und Eddy Counties subventioniert. Der Phoenix-Flug war erfolgreich und wurde seitdem gewartet. Alle Flüge nach DFW und Phoenix wurden 2017 mit 65-sitzigen Canadair CRJ-700 aufgerüstet. In der zweiten Hälfte des Jahres 2017 wurden die DFW-Flüge erneut mit 76-sitzigen Embraer 175 und Canadair CRJ-900-Regionaljets aufgerüstet, wurden aber wieder zurückgesetzt CRJ-700 bis Anfang 2018. Mit Beginn der Covid-19-Pandemie im März 2020 wurde der Phoenix-Flug eingestellt und der Service für DFW auf einen Flug pro Tag reduziert, jedoch wurde der gesamte Service bis April 2021 wiederhergestellt. Im Februar 2023 wurde ein Flug nach DFW erneut auf ein CRJ-900-Flugzeug aufgerüstet.

## Flugbetrieb
Im Jahre 2021 wurden 44.879 Passagiere befördert. Im Jahre 2021 haben 27.690 Flugbewegungen stattgefunden, davon 2.175 lokale Bewegungen, 8.189 Zwischenlandungen, 2.169 Air-Taxi-Flüge, und 2.297 Frachtflüge und 12.860 militärische Flüge. 22 einmotorige und 9 zweimotorige Flugzeuge, 5 Jetflugzeuge und 2 Helikopter waren 2021 hier stationiert.
Die wichtigste Fluggesellschaft für den Flughafen ist heute American Airlines.

## Zwischenfälle
- Am 29. Oktober 1957 wurde mit einer Boeing KC-97G Stratofreighter der United States Air Force (USAF) (Luftfahrzeugkennzeichen 52-2711) nach dem Start von der Roswell-Walker Air Force Base eine neunstündige Tiefflugübung durchgeführt. Bei schlechtem Wetter machten die Piloten offenbar eine falsche Positionsbestimmung. Das Flugzeug wurde beim Überfliegen der Stadt Gray Mountain in einer Höhe von weniger als 20 Metern beobachtet, wo die Wolkendecke bis auf wenige Meter über dem Boden sank. Sekunden später war eine Explosion zu hören, als es 56 Kilometer nördlich des Flughafens Flagstaff (Arizona, USA) auf einen wolkenverhangenen Berg aufschlug. Durch diesen CFIT (Controlled flight into terrain) wurden alle 16 Insassen getötet, Besatzungsmitglieder und Passagiere. Es war der schwerste Unfall einer KC-97, gemessen an der Anzahl der Todesopfer.[28]